# 孙正聿
孫正聿（1946年11月7日—），吉林省吉林市人，中华人民共和国哲学家、政治人物，吉林大学教授，從事马克思主义哲学研究。其為第十一届全国政协委员，被評爲吉林大學哲学社会科学资深教授、博士生导师，又任国家哲学社会科学创新基地社会发展理论研究中心主任、教育部人文社会科学重点研究基地哲学基础理论研究中心主任、教育部哲学学科教学指导委员会主任委员、教育部社会科学委员会委员、教育部学风建设委员会副主任委员、吉林省社科联副主席等職。

## 生平
1946年出生於吉林省吉林市，1977年考入吉林大学哲学系，师从哲学家高清海教授。1990年获哲学博士学位，留校任教，從事马克思主义哲学研究。1992年晋职为教授，1994年遴选为博士生导师，1996年任吉林大学哲学社会学院院长。2000年任清华大学首位特聘访问教授，同年被中華人民共和國國務院授予“全国先进工作者”称号。2001年任吉林省高等教育首批特聘教授。2003年教师节，在人民大会堂首届高等学校教学名师颁奖大会上作为唯一教师代表发言。2008年，当选第十一届全国政协委员，代表社会科学界，分入第三十二组。。2009年6月，被聘任为吉林大学第二批哲学社会科学资深教授。
其曾於2001年、2005年二次获国家级教学成果奖，1995年、1998年、2006年三次获教育部人文社会科学优秀成果奖，1999年获国家图书奖提名奖，2003年获首届国家级教学名师奖，2007年被评选为当代中国杰出社会科学家。由于其理论成就突出，2015年1月23日，中共中央政治局举行第20次集体学习，孙正聿受邀赴中南海讲解辩证唯物主义基本原理和方法论。2021年，孙正聿将“杰出教学奖”所获奖金人民币100万元全部捐献，设立“吉林大学教育教学改革奖励基金”专项基金，用于奖励支持在教育教学改革研究和通识教育方面作出突出贡献的青年教师。

## 學術成就
其主要研究领域為马克思主义哲学與哲学基础理论，先后为本科生、硕士生、博士生讲授哲学通论、马克思主义哲学、普通逻辑学、科学哲学的认识论、辩证法研究、哲学观研究、哲学论文写作和当代哲学前沿问题研究等多门课程，发表学术论文近200篇。曾出版《理论思维的前提批判》（1992年）、《现代教养》（1996年）、《崇高的位置》（1997年）、《哲学通论》（1998年）、《哲学导论》（2000年）、《超越意识》（2001年）、《马克思辩证法理论的当代反思》（2002年）、《思想中的时代》（2004年）等学术专著，并於2007年出版了九卷本《孙正聿哲学文集》。
其著作尤以《哲学通论》為著名，有评论家将《哲学通论》称为“新中国成立后第一部系统论述‘哲学本身’的‘通论’性学术专著”。2018年7月14日，60余位中国哲学界学者齐聚吉大，纪念《哲学通论》出版20周年。时任吉林大学常务副校长邴正致辞言：“《哲学通论》有着非同一般的意义，它影响了老中青三代中国哲学学者，或是成为他们学术之路的启迪，或是成为他们再三研读的佳作。”

## 評價
《人民日报》刊发报道评价其稱：“听他（孫正聿）讲课，如同欣赏杨丽萍的孔雀舞，吕思清的小提琴演奏，徐悲鸿的奔马图，美轮美奂，出神入化，飘逸遒劲。他的文章、学识，他的涵养、气度，他自然真实的人生态度，自在通透的人生哲学，自律坚毅的治学精神，已成为为学高峰和为师圭臬。”